# Laura Cepeda
Laura Cepeda de Golferichs (Monterrey, México, 24 de junio de 1953) es una actriz y directora de casting española.

## Biografía
Hija de María de las Mercedes de Golferichs y Héctor Manuel Cepeda, nació en Monterrey (México), donde vivió hasta los cinco años, cuando su madre se separó de su padrastro, trasladándose a vivir a Barcelona, de donde era oriunda su familia.
Cursaba estudios de Filosofía en Bellaterra (Barcelona) cuando fue detenida por la policía franquista, a raíz de su participación en una manifestación a favor de Salvador Puig Antich y otros presos políticos. Fue liberada tras un par de días de interrogatorio y condenada a arresto domiciliario en espera de juicio. Sin embargo, su madre le consiguió un falso pasaporte y abandonó el país con la Transmediterránea, junto a un grupo de turistas japoneses, con la idea de llegar a Italia.
Vivió en Milán durante tres años, donde cursó estudios superiores, licenciándose en Filosofía pura y arte dramático en el Píccolo Teatro de Milán. Estudió interpretación con Grotowski, Strasberg y McCallion entre otros trasladándose luego a Roma donde trabajó como actriz otros tres años interpretando obras de Bertolt Brecht (Baal, 1977), Alfonso Gatto (Il Duelo, 1978) o Dario Fo (La storia di un soldato, 1979). De regreso a España tras la muerte del dictador, desarrolló una gran labor escénica con el aplauso de la crítica, protagonizando obras como Amadeus de Peter Shaffer (Teatro Marquina, 1982), donde interpretaba a la esposa del compositor, El zoo de cristal de Tennessee Williams, La noche de las Tríbadas de Per Olov Enquist (Teatro Alfil, 1994), el monólogo de Charlotte Bronte (Teatro Alfil, 1996), o Valeria y los pájaros de Sanchís Sinisterra (2001) entre otras. En 2013 protagonizó la obra Todo sobre Vázquez de Jaime Palacios y a lo largo de 2014 y 2015 El Malestar que insiste de Eduardo Racabarren. En 2018 protagoniza, adapta y produce la obra La Camarera de La Callas de Roberto D'Alessandro, monólogo basado en la vida de Bruna Lupoli asistente personal de la diva hasta su muerte. También en 2018 estrena su obra Anikuni, una función breve para tres actores.
En 2022 estrena en Madrid (Teatro Biblioteca del Soho y teatro Luchana), con dramaturgia propia, la obra Vuestra Jo Van Gogh, sobre la cuñada del artista y responsable de la difusión de su obra. La puesta en escena fue la última dirección del Premio Nacional de Teatro Guillermo Heras. Publica el texto de la obra junto a otras dos obras cortas en la editorial Eride Teatro
En 2024 produce y estrena la obra Deseos en el teatro La Sala (Madrid).
En 1994, Laura crea su propia productora, Respira Teatro, produciendo la mencionada La noche de las Tríbadas y Escrito en el agua, sobre textos de Luis Cernuda (1995). En 1996, crea una nueva empresa aún en funciones, Canalla Teatro, con la cual produce La ley de la selva de Elvira Lindo (1996), Bronte de William Luce (1996-1997), Fidelidad, de Chazz Palminteri (1999) y La Camarera de la Callas.
También en cine ha llevado a cabo una larga carrera interpretando distintos papeles en películas como F.E.N. (1979); Kargus (1982); Baton Rouge (1982) –su interpretación en esta obra le valió la nominación a los Premios Goya como mejor actriz de reparto-; La Casa de Bernarda Alba (México, 1982) dirigida por Gustavo Alatriste, con la supervisión de Luis Buñuel; Mirada líquida (1996, premio a la mejor actriz en el festival de Alejandría en 1997); Nosotras (2000) o El próximo Oriente (2006) de Fernando Colomo entre otras producciones. En 2013 trabajó para el director norteamericano Joe Lynch en la producción Everly, junto a la actriz Salma Hayek.
Más de veinte series o películas de televisión han contado también con su participación como actriz, entre ellas, Los gozos y las sombras (1981), Ramón y Cajal (1981), Los ladrones van a la oficina (1993), Tío Willy (1998-1999), La verdad de Laura (2002), Los simuladores (2007), u Hospital Central (2004, 2008). 
Desde 2001, su principal actividad es la Dirección de Casting o Reparto, como ella prefiere llamarlo. Su estudio ha proporcionado actores a muchos de los mejores spots de televisión, así como a producciones de ficción, tanto para la gran pantalla como para TV. Suyos son los repartos de series como Padre Coraje, Al filo de la ley, El síndrome de Ulises, Los simuladores, La Via Augusta, Cazadores de hombres, Brigada Costa del Sol. Para la selección de actores han confiado en ella directores de prestigio como Antonio Banderas (El camino de los ingleses), Fernando Colomo (El próximo Oriente, Rivales, Al sur de Granada), Benito Zambrano (Habana Blues, Padre coraje), Jaime Chávarri (Camarón), Manuel Huerga (Salvador (Puig Antich)), Sílvia Munt (Pretextos), Judith Colell (53 días de invierno), Imanol Uribe (Lejos del mar), Paco Cabezas (Adiós), Ramón Luque (Rosalinda), Gerardo Olivares (Cuatro latas).

## Teatro
- Amadeus de Peter Schaffer, 1982
- La Dorotea de Lope de Vega, 1983
- La loca carrera del árbitro de Martínez Mediero, 1985
- Negro seco de Marisa Hares, 1985
- Paso a paso de R. Harris, 1986
- La extraña pareja de Neil Simon, 1987
- Historia de una muñeca abandonada de Alfonso Sastre, 1989
- El desdén, con el desdén de Agustín Moreto, 1990-1991
- El zoo de cristal de Tennessee Williams, 1993
- La noche de las tríbadas de Per Olov Enquist, 1994
- La ley de la selva de Elvira Lindo, 1995
- Bronte de W. Luce, 1996
- Algo en común de H. Fierstein, 1997
- Fidelidad de Chazz Palminteri, 1999
- Valeria y los pájaros de J. Sanchís Sinisterra, 2000
- Todo sobre Vázquez de Jaime Palacios, 2013
- El malestar que insiste de Eduardo Recabarren, 2014
- La camarera de la Callas[1] (Vissi d'arte, vissi per Maria) de Roberto D'Alessandro,[2] 2018
- Anikuni de Laura Cepeda, 2019
- Taxi girls de Laura Cepeda, 2019 y 2020

## Filmografía
| - Il prato Dir. Hermanos Taviani (Italia, 1978. Italiano) - F.E.N. Dir. Antonio Hernández (España, 1980) - Navda (Cortometraje, 1980) - Aquella casa en las afueras, (1980) - Ana manuscrito (Cortometraje, 1980) - Jalea real (España, 1980) - Riego sanguíneo (Cortometraje, 1980) - Just a film (Una película) (Cortometraje, 1981) - Apaga y vámonos Dir. A. Hernández (España, 1981) - Kargus, (1981) - Buscando a Perico, (1982) - La casa de Bernarda Alba, (1982) - Simulacro (Cortometraje, 1982) - Entre tinieblas, (1983) - El balcón abierto, (1984) - Caso cerrado, (1985) - La joven y la tentación, (1986) - No hagas planes con Marga Dir. R. Alcázar (España, 1987) - L’ivresse de la metamorphose Dir. E. Molinaro (Chequia-España, 1987. Francés) | - Baton Rouge Dir. R. Moleón (España, 1988) - Una espía en mi alcoba Dir. G. Quintana (España-USA, 1989. Inglés) - El niño invisible Dir. R. Moleón (España, 1995) - Mirada líquida Dir. R. Moleón (España, 1996) - Náufragos 97 (Cortometraje), Dir. A. Pajares (España, 1997) - Cuantísimo peligro (Cortometraje, 1999) - Nosotras Dir. J. Colell (España, 2000) - Hills like white elephants (Cortometraje, 2002) - Grimm Dir. A. Van Warmerdam (España-Holanda, 2003. Inglés) - Desenlaces (Cortometraje, 2003) - El próximo Oriente, (2006) - 53 días de invierno Dir. J. Colell (España, 2006) - Pretextos, (2008) - Rivales Dir. F. Colomo (España, 2008) - Everly Dir. Joe Lynch (EE. UU., 2013) - Ixtab (Cortometraje, 2016) - Grimm re-edit, (2019) - El asesino de los caprichos, (2019) - Rosalinda, (2020) - Adela (Cortometraje, 2020) |

## Actuaciones en televisión
- Les chevaux du soleil
  - Le tonnerre et les anges - Décembre 1956 (26 de noviembre de 1980)
  - Le paradis perdu - Avril 1961 (27 de noviembre de 1980)
- Cervantes
  - Episodio 3 (4 de mayo de 1981)
  - Episodio 4 (11 de mayo de 1981)
- Estudio 1
  - El criado (22 de noviembre de 1981)
- Ramón y Cajal
  - Hemoptisis y primera oposición (23 de febrero de 1982)
  - Matrimonio y oposiciones a Cátedra (2 de marzo de 1982)
  - Cajal en Valencia (9 de marzo de 1982)
  - Descubrimiento final y viaje a Berlín (16 de marzo de 1982)
  - Honores y condecoraciones (23 de marzo de 1982)
  - Muerte de Cajal (30 de marzo de 1982)
- Los gozos y las sombras
  - Capítulo 1 (22 de marzo de 1982)
  - Capítulo 2 (1 de abril de 1982)
  - Capítulo 3 (8 de abril de 1982)
  - Capítulo 4 (15 de abril de 1982)
  - Capítulo 6 (29 de abril de 1982)
  - Capítulo 9 (20 de mayo de 1982)
  - Capítulo 10 (27 de mayo de 1982)
  - Capítulo 11 (3 de junio de 1982)
  - Capítulo 12 (10 de junio de 1982)
- Sonatas
  - Sonata de estío. Primera parte (25 de septiembre de 1983)
  - Sonata de estío. Segunda parte (2 de octubre de 1983)
- Aeroporto internazionale [nota 1] 
  - L' adozione (26 de marzo de 1985)
- Onassis: el hombre más rico del mundo (Película de televisión, 1988)
- Hemingway
  - Discovery of Europe (3 de agosto de 1988)
  - The snows of Kilimanjaro (7 de septiembre de 1988)
  - For whom the bell tolls (1988)
  - The old man and the sea (1988)
- Pase sin llamar, (1988)
- La embriaguez de la metamorfosis (Miniserie de televisión, 1989)
- El olivar de Atocha
  - La teoría (8 de mayo de 1989)
  - Españoles (9 de mayo de 1989)
  - A París (10 de mayo de 1989)
  - Las locuras de Julito (11 de mayo de 1989)
- Cajón desastre
  - Episodio del 14 de octubre de 1989
  - Episodio del 29 de noviembre de 1990
  - Episodio del 7 de febrero de 1991
  - Episodio del 7 de marzo de 1991
- La huella del crimen
  - El crimen de Perpignan (20 de febrero de 1991)
- Eurocops
  - Shanghai Lilly (23 de abril de 1991)
- Crónicas del mal
  - Su juguete favorito (9 de octubre de 1992)
- Menos lobos
  - El baúl de los secretos (15 de marzo de 1993)
- Los ladrones van a la oficina
  - Acoso sexual (3 de diciembre de 1993)
- Habitación 503
  - El buey suelto (14 de febrero de 1994)
- Colegio Mayor
  - Tarde de sábado (23 de febrero de 1994)
- El día que me quieras
  - ¿Qué sabes de Alicia? (3 de enero de 1995)
- Pepa y Pepe
  - Episodio 16 (22 de mayo de 1995)
- Querido maestro
  - La familia es para las ocasiones (14 de abril de 1997)
  - La hora de la verdad (5 de mayo de 1997)
  - Los cuatro mosqueteros (9 de junio de 1997)
  - Elemental, querido maestro (16 de junio de 1997)
  - Fin de curso (23 de junio de 1997)
- Tío Willy, (1998-1999)  [nota 2]
- Raquel busca su sitio [nota 3]
- Pepe Carvalho
  - Tal como éramos (19 de marzo de 2000)
- Un hombre solo
  - El cuarto poder (29 de agosto de 2000)
- La ley y la vida
  - Terremoto en el bufete (13 de noviembre de 2000)
- La verdad de Laura [nota 4]
- Hospital Central
  - Kamikaze (18 de mayo de 2004)
  - Un entierro, una boda y un cumpleaños  (23 de abril de 2008)
- 7 días al desnudo
  - Fuera hace frío (26 de enero de 2006)
- Los simuladores
  - Para que tú no llores (3 de diciembre de 2006)
- El porvenir es largo
  - Una nueva esperanza de futuro (14 de marzo de 2009)
- Sofía
  - Episodio 1 (19 de enero de 2011)
  - Episodio 2 (26 de enero de 2011)
- Ángel o demonio
  - Para la eternidad (10 de mayo de 2011)
- Cuéntame un cuento
  - Blancanieves (17 de noviembre de 2014)
- Cuéntame cómo pasó
  - Audiencia pública (5 de mayo de 2016)
- Centro médico
  - Temporada 3, episodio 46 (29 de junio de 2016)
- La que se avecina
  - Una maldición gitana, un salami para las mamis y el retorno de la Tanqueta (29 de mayo de 2020)
- El regreso de la espía
  - Gideon (28 de enero de 2022)

## Directora de casting
- Terca vida, (2000)
- Raquel busca sitio, (2000)
- Padre coraje (2002)
- El sueño de Ibiza, (2002)
- Al sur de Granada , (2003)
- Una pasión singular, (2003)
- La vida de Rita, (2003)
- Despacito y a compás (Película de televisión, 2003)
- Habana Blues, (2005)
- Al filo de la ley (2005)
- Camarón, (2005)
- Coses que passen... (Película de televisión, 2006)
- Salvador (Puig Antich), (2006)
- El próximo Oriente, (2006)
- 53 días de invierno, (2006)
- El camino de los ingleses, (2006)
- Los simuladores (2006) [nota 5]
- La Vía Augusta
- La habitación de Fermat (2007)
- Positius (Película de televisión, 2007)
- Pretextos, (2008)
- Rivales, (2008)
- El síndrome de Ulises
- 25 kilates, (2008)
- Cazadores de hombres (2008)
- El porvenir es largo (2009)
- Del amor y otros demonios, (2009)
- La vida empieza hoy, (2010)
- La daga de Rasputín, (2011)
- Operación Malaya, (Película de televisión, 2011)
- Sofía (Miniserie de televisión, 2011)
- Hoy quiero confesar (Miniserie de televisión, 2011)
- 11-M, para que nadie lo olvide (Miniserie de televisión, 2011)
- Ángel o demonio (2011)
- Hispania, la leyenda, (2010-2012)
- La banda Picasso, (2012)
- La mula, (2013)
- Yocasta (Cortometraje, 2013)
- Cuéntame un cuento, (2014)
- Lejos del mar, (2015)
- Altamira, (2016) [nota 6]
- Thi Mai, rumbo a Vietnam, (2017)
- Domino, (2019) [nota 7]
- Brigada Costa del Sol, (2019)
- Adiós, (2019)
- Poliamor para principiantes, (2021)
- Cuidado con lo que deseas, (2021)
- Llegaron de noche, (2022)
- La novia gitana, (2022-2023)
- Máxima, (2024) [nota 8]
- La Nena. Dir. Paco Cabezas, (2023)